# SV Fortuna Magdeburg
Der SV Fortuna Magdeburg e. V. ist ein Sportverein aus Magdeburg. Der Verein wurde am 1. August 1911 als Magdeburger Fußball-Verein Fortuna 1911 gegründet.

## Vorgeschichte

### FV Fortuna Magdeburg
Im FV Fortuna Magdeburg waren die Sportarten Fußball, Leichtathletik, Handball und Volleyball vertreten. Er bekam 1919 sein eigenes Stadion in der Rothenseer Straße, das 8000 Zuschauer fasste. Als 1938 das Stadiongelände für eine Wohnsiedlung benötigt wurde, musste für den Verein ein neues Stadion errichtet werden, das als Sportplatz Schöppensteg noch heute besteht. Bis zum Zweiten Weltkrieg waren die Fortuna-Fußballer vergleichsweise erfolgreich, sie wurden mehrfach Gau- und Elbkreismeister. Mehrere Spieler wurden in überregionale Auswahlmannschaften berufen.

### BSG Turbine Magdeburg
Nachdem auf Geheiß der sowjetischen Besatzungsmacht alle Vereine aufgelöst werden mussten, wurde am 14. November 1950 unter Beteiligung ehemaliger Fortuna-Vereinsmitglieder die Betriebssportgemeinschaft Turbine Magdeburg gegründet. Da der BSG auch der Sportplatz Schöppensteg zugewiesen wurde, ist es gerechtfertigt, sie als Nachfolger des M. F. V. anzusehen. Die Sportarten der Vorkriegszeit wurden weiter betrieben, später kamen die Sektionen Schwimmen/Wasserball, Radfahren, Tischtennis, Schach, Billard und Kraftsport hinzu. Zeitweise hatte die BSG über 1000 Mitglieder. Erfolgreichste Abteilung waren wieder die Fußballer, die 1961/62 in der II. DDR-Liga und zwischen 1962 und 1965 in der zweitklassigen DDR-Liga spielten.

## Geschichte
Die wirtschaftliche Neuordnung nach der politischen Wende von 1989 brachte einerseits den Wegfall der finanziellen Grundlagen der Betriebssportgemeinschaften mit sich, eröffnete aber die Neugründung von sich selbst finanzierenden Vereinen. Auf dieser Grundlage wurde die BSG Turbine am 15. Juni 1990 in den Sportverein Fortuna überführt. Mit finanzieller Hilfe der Stadt wurde das Stadion Schöppensteg bis zum Jahr 2005 umfassend saniert und erhielt neben dem Rasenplatz auch einen Kunstrasenplatz. Neben den Abteilungen Badminton, Boxen, Gymnastik und Volleyball dominierten weiterhin die Fußballer, deren Männerteam es zwischen 1996 und 2000 bis in die viertklassige NOFV-Oberliga schaffte. Ebenfalls erfolgreich war das Frauenfußballteam, das bis 1997, ehe es als Magdeburger FFC einen eigenen Verein gründete, im Mittelfeld der drittklassigen Regionalliga Nordost vertreten war. Finanzielle Schwierigkeiten im Verein zwangen die Verantwortlichen dazu, die 1. Herrenfußball-Mannschaft ab der Saison 2000/01 nur noch in der siebtklassigen Landesklasse Sachsen-Anhalt spielen zu lassen. In der Saison 2006/07 gelang der Aufstieg in die Landesliga. Im Jahr 2008 konnte mit dem Gewinn des Stadtpokals Magdeburg ein weiterer Erfolg gefeiert werden. Dagegen endete die Saison 2008/09 mit dem Abstieg in die Landesklasse enttäuschend. Ein Jahr später gelang jedoch die sofortige Rückkehr in die Landesliga sowie der erneute Gewinn des Stadtpokals. In der Saison 2010/11 gelang der Durchmarsch in die Verbandsliga Sachsen-Anhalt, aus der der Verein 2013 wieder absteigen musste. 2016 gelang die Rückkehr in die Verbandsliga.
Die Frauenhandballabteilung des SV Fortuna fusionierte 2000 mit der des SC Magdeburg zum HSC 2000 Magdeburg.
|  |  |

## Persönlichkeiten
- Horst Buhtz (1923–2015), u. a. 1952–1957 Fußballprofi beim AC Turin und Bundesligatrainer
- Wolfgang Abraham (1942–2013), DDR-Oberligaspieler des 1. FC Magdeburg, Europapokalsieger 1974
- Bernd Heynemann (* 1954), internationaler Fußballschiedsrichter
- Marcel Schmelzer (* 1988), deutscher Fußballnationalspieler, Bundesliga-Profi (Borussia Dortmund), begann seine Laufbahn beim SV Fortuna